# Университет Кингс-Колледжа
Университет Кингс-Колледжа (англ. University of King's College) — университет в городе Галифаксе провинции Новая Шотландия (Канада). Старейший университет английской Канады, основанный лоялистами в 1789 году; до 1920 года размещался в городе Уинсор, после пожара, уничтожившего основное здание университета, был перенесён в Галифакс. Университет Кингс-Колледжа — небольшой вуз с суммарным количеством студентов на всех программах, незначительно превышающим 1000, и соотношением преподавательского состава к студенческому как 1:15. Часть академических программ является общей с Университетом Дэлхаузи.

## История
В 1756 году в Нью-Йорке повелением короля Георга II был основан Кингс-Колледж (с англ. — «Королевский колледж»). После американской революции это учебное заведение было переименовано в Колумбийский университет. Однако британские лоялисты, перебравшиеся в Новую Шотландию, в 1789 году основали в городе Уинсор новый Кингс-Колледж. В 1802 году это учебное заведение получило королевский патент от Георга III, став первым в англоязычной Канаде университетом.
С самого начала существования между Университетом Кингс-Колледжа и англиканской церковью существовали тесные связи, что отражало верноподданнические настроения его основателей. С 1880-х годов среди специальностей, получаемых в нём, было и богословие (в том числе присваивалась степень доктора богословия, хотя формально отдельный богословский факультет появился лишь в 1936 году. Наряду с богословием к концу XIX века в Университете Кингс-Колледжа преподавались гуманитарные науки, литература, юриспруденция, инженерные специальности, точные науки и медицина.
Университет оставался в Уинсоре до 1920 года, когда пожар уничтожил его главное здание. На возобновление его работы были выделены средства Фондом Карнеги, и университет снова открылся в 1923 году, но уже в Галифаксе. С этого года в нём ведётся преподавание гуманитарных и точных наук в кооперации с Университетом Дэлхаузи. В 1971 году факультет богословия Университета Кингс-Колледжа объединился с римско-католической Богословской семинарией Святейшего Сердца и Пайн-Хилльской богословской семинарией (Объединённая церковь Канады) в экуменистическую Атлантическую школу теологии в Галифаксе. В 1972 году была учреждена общеобразовательная программа базового года (англ. Foundation Year Programme), в рамках которой студенты изучают историю западной мысли, ключевые литературные произведения, политические и философские трактаты, а также историю музыки и изобразительного искусства (этот курс признавался лучшим среди программ первого года обучения в Канаде в 2008 и 2009 годах). С 1978 года в университете работает единственный в атлантических провинциях Канады факультет журналистики (с 2011 года дающий помимо первой также вторую учёную степень). Дополнительные учебные программы учреждены в 1993, 1999 и 2000 годах.

## Современное состояние

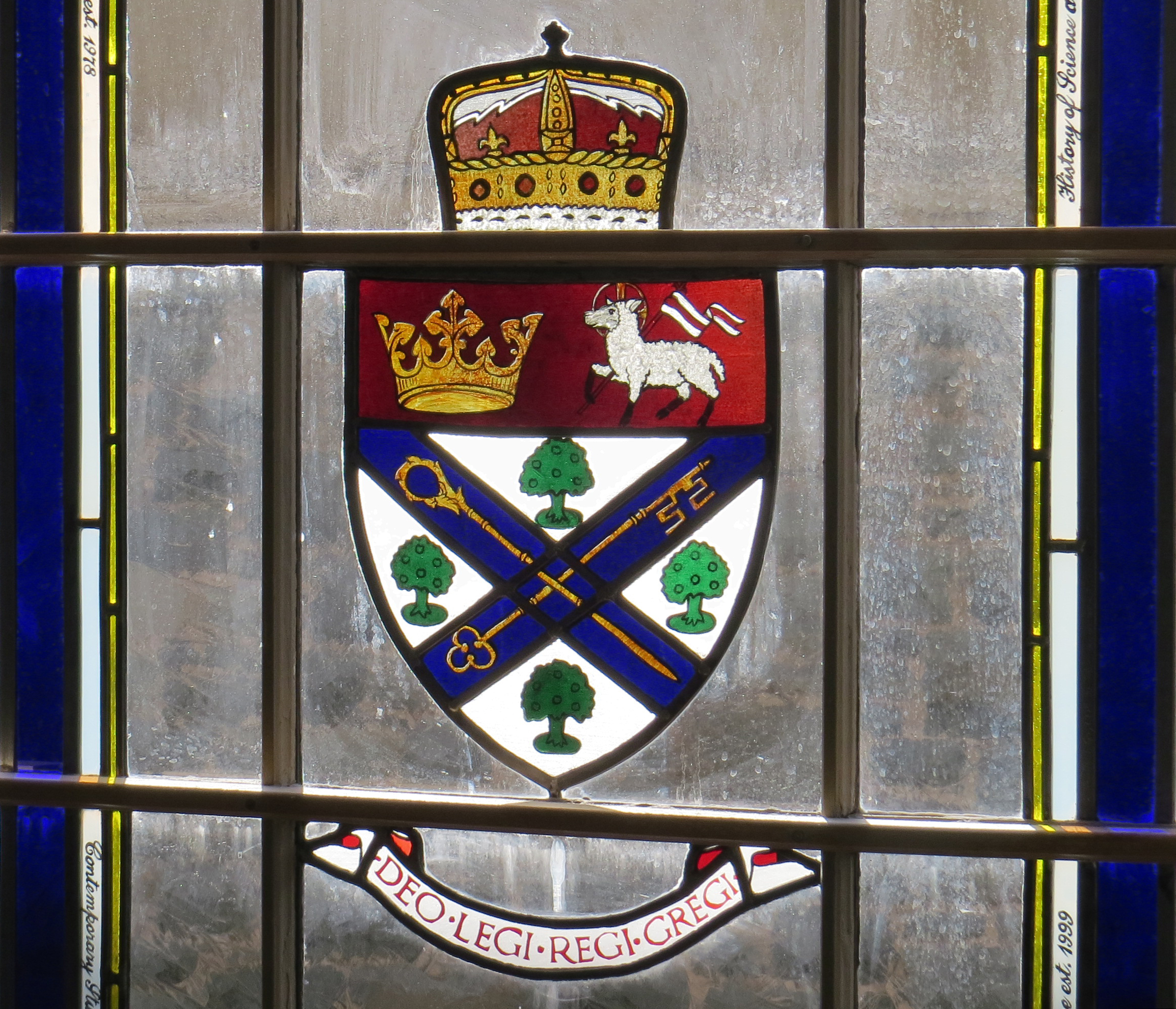
Герб университета

В начале XXI века Университет Кингс-Колледжа — один из самых маленьких в Канаде. Его кампус располагается в северо-западной части кампуса Университета Дэлхаузи. Университет располагает собственным спортивным залом, богатой библиотекой, часовней и студенческими общежитиями на более чем 270 мест (из которых 240 зарезервированы для студентов-первокурсников), здания которых окружают центральный двор университета, повторяя архитектурные решения Оксфорда и Кембриджа.
Общее число студентов в Университете Кингс-Колледжа незначительно превышает тысячу человек, абсолютное большинство которых учатся на бакалавреате. Соотношение числа студентов и преподавателей — примерно 15:1, среднее количество учащихся на курсе — 30. Большой популярностью пользуются программа базового года, факультет журналистики (дающий первую и вторую учёные степени, в том числе степень магистра нехудожественной литературы), курсы истории науки и технологии, истории пивоварения и научно-фантастического кинематографа. Помимо степеней по журналистике и нехудожественной литературе, университет присваивает степени бакалавра искусств, бакалавра наук (совместные программы с Университетом Дэлхаузи) и бакалавра музыки.
Студенческая внеклассная активность в Университете Кингс-Колледжа включает одно из старейших в Америке литературных обществ, пользующийся высокой репутацией церковный хор, театральное общество и музыкальные кружки́.